# 奥氏
奥氏（おくし）は、日本の氏族のひとつ。中世に紀伊国や和泉国を本拠とした国人で、畠山氏や高野山に仕えた。

## 概要

### 紀伊国奥氏
紀伊国荒川荘を本拠地とした奥氏（岡氏）は、「奥家系図抜書」によると清和天皇の孫〔ママ〕（本来はひ孫）・源満季が祖とされる。しかし、応永13年（1406年）に奥四郎左衛門尉盛友が名田かつ「先祖相伝之私領」である鞆田5段のうち北3段を売却しており、鞆田は元来大伴氏の私領であったことから、奥氏は大伴氏の末裔とする説もある。満季の末裔である奥三郎茂盛の長男・近江守盛弘は従五位に叙され鳥羽上皇の北面の武士となり公文職に任じられており、長承3年（1134年）に鳥羽上皇から荒川荘に使者として遣わされている。保元元年（1156年）に美福門院が荒川荘に入った際には彼女に供奉し、当地に居住するようになった。美福門院が崩御した後は野田原の地を賜っている。長寛元年（1163年）には奥光盛が代官を置いて上洛している。建久4年（1193年）には奥盛景が平野重家を殺害した罪で荒川荘を追放となった。正応3年（1290年）には奥一族は在荘すべき旨を高野山宗徒が決定している。翌4年（1291年）4月には堀為時（法心）が断罪すべき悪代官の名前として紀伊国御家人で荒川荘沙汰人（公文）の三毛六郎入道浄心と同七郎兵衛尉盛氏を挙げている。護良親王が元弘2年（1332年）に高野山に入ると当時の当主が加勢し、褒美として日の丸付きの鎧の片袖を賜ったという。明徳3年（1392年）に明徳の和約が成立すると足利尊氏〔ママ〕（足利義満か）に仕え、管領・畠山氏に属して三河国に居住し、伊勢国の所領と合わせて1万石を領有した。応永年間には荒川荘へと戻り高野山を守護するようになった。応永13年（1406年）には奥四郎左衛門尉盛友が名田かつ「先祖相伝之私領」である鞆田5段のうち北3段を売却している。宝徳元年（1449年）2月には当主・奥四郎兵衛（左衛門尉）宗長が畠山姓に改めたとされる。文明18年（1486年）に河内国で勃発した「橘島合戦」（河内国渋川郡橘島荘）で畠山氏方の武将として活躍し感状を送られたという。天正9年（1581年）には織田信長が高野山を攻撃した（紀州征伐）が、奥出羽守義弘・弥兵衛重政親子は高野山側として戦った。後に重政は美濃国大垣城主・氏家行広の家臣となった。慶長15年（1610年）と元和元年（1615年）の大坂の陣では義弘・杢之助親子は豊臣秀頼側として戦い、夏の陣では親子共に討死し、重政は荒川荘に帰り当地に居住した。
「高野山文書」内の「奥家文書」には以下の名前が複数見え、一次史料であるため実在は確実である。
- 公文奥某（応永20年（1413年）5月8日付「大検注免状紛失状案」）
- 奥内蔵之介・同杢之助（応永20年（1413年）2月5日付「高野山学侶方年預代切髪」）
- 奥四良左衛門[注釈 1]（文明18年（1486年）8月付「遊佐兵庫助光儀感状」）
- 調月[注釈 2]岡孫太郎（文明18年（1486年）11月吉日付「中俊良譲状」）
- 奥四郎左衛門（大永4年（1524年）11月3日付「平英作・平英正連署知行安堵状」）
- 奥某（年不詳「遊佐堯家書状」・同「小倉基安書状」）
- 奥延之（永禄3年（1560年）11月23日付「美福門院寿影像寄進状」）
- 奥四郎左衛門（年不詳「畠山九郎書状」）
- 奥四郎右衛門景政・奥新兵衛（天正2年（1574年）3月16日付「根来寺守宝院貞精下地売渡状」）
- 奥四郎右衛門景勝（天正3年（1575年）2月27日付「五郎衛門尉田地売渡状」）
- 奥出羽守（天正8年（1580年）12月6日付「吉見与太郎田地売券」）
- 奥弥兵衛（天正20年（1592年）9月19日付「剃髪寺造営米請取状」）
- 奥弥兵衛俊重（文禄3年（1594年）8月26日付「奥俊重作敷売券」）
- 奥助心（年未詳「奥助心言上状」）
- 奥左京・奥二位有勢（慶長18年（1613年）12月7日付「岡二位・左京連署宛行状」）

また、名草郡山東荘の伊太祁曽神社の神主を代々務める奥氏は火焼氏・矢野氏と同族で周防国出身とされる。弘治・天文年間は毛利元就や輝元に仕えていたが、後に紀伊国に移住して畠山氏に仕えるようになった。当時の山東荘には「南之殿」と「北之殿」の2つの「守護家」があり、山東荘を南北に分割して領していた。南之殿は「王家」の支族であったために「王孫」と称していたが、後継者がいなくなったために畠山某の三男・三郎（宣意）を養子として南之殿を継承させ、後に北之殿も三郎の子孫が継承した。三郎が南之殿を継承し大河内城・桜山城に入った際に、奥氏・矢野氏・林氏・太田氏などが従った。三郎は天正年間に岸野上・田井荘を領して「山東三郎」と称した。天正12年（1584年）には三郎らは小牧・長久手の戦いに参戦するために和泉国に向かったものの和睦が成立したのでそのまま帰国した。翌13年（1585年）の豊臣秀吉による紀州征伐によって三郎や奥氏・矢野氏らは没落し、奥氏は伊太祁曽神社の社家となった。三郎の子の三郎大夫は熊野の尾鷲浦の農民となり、さらにその子は徳川頼宣に召されて紀州藩に仕えた。
文禄・慶長の役に従軍した小松原城（現・和歌山県御坊市湯川町小松原89）主・畠山左近太夫春義（江戸に畠山二郎三郎や畠山下総守という末裔がいたとされる）の家臣にも加茂谷橘本の出身の奥氏がいたという。春義の弟・畠山玄信は大坂の陣で豊臣秀頼方に付き大坂城に籠城したが、奥四郎右衛門は木下周防守との旧縁で玄信に従った。四郎右衛門は豊臣秀次が関白であった頃は長谷寺の月輪院の肝煎を務めていた。大坂の陣の後は中村に帰還しており、新四郎・八十郎の2子がいた。奥四郎右衛門を名乗った一族も荒川荘（安楽川町）と関係しており、前述の奥氏と同族と考えられる。また、畠山九郎の「橘本被官」には奥四郎右衛門の名前が、天正2年（1574年）3月16日付の「根来寺守宝院貞精下地売渡状」には奥四郎右衛門景政・奥新兵衛の名前が、翌3年（1575年）2月27日付の「五郎衛門尉田地売渡状」には奥四郎右衛門景勝の名前が見える。

### 和泉国奥氏
「和泉国日根郡樫井村奥家文書」によると、和泉国の奥氏は源義光の末裔を称する湯河氏の庶流とされる。義光の5世孫・武田悪四郎信忠は紀伊国牟婁郡の湯河荘の「守護」となり湯河庄司を称した。信忠の9世孫・湯河政春は『新撰菟玖波集』に歌が5句選ばれている。政春の5世孫・奥久忠が奥氏を名乗った最初の人物である。父・湯河久春は久忠が10歳の時（応仁元年（1467年）に御霊合戦に参戦して戦死しており、母は久忠を連れて熊野北山から京都へと移住した。畠山義就は久忠を丁寧に養育し、11歳の時（応仁2年（1468年）に母が山城国山科の奥氏へと嫁いだことで久忠も奥姓を名乗るようになった。14歳の時（文明3年（1471年9月）には足利義政に仕え、壬生町に住んだ。同12年（1480年）には足利義尚に供奉し奥将監を名乗った。永正8年（1511年）8月23日には船岡山合戦に足利義稙方として参戦して討死した。久忠の子・久勝は足利義稙・足利義晴に仕えた後に畠山高政に仕え、和泉国日根郡の樫井城を預かった。久勝の子・久国も畠山氏に仕え、天正5年（1577年）の織田信長による雑賀衆攻撃によって没落したために同13年（1585年）の雑賀衆や根来寺の一揆に加担して討死した。